# 奧列佩
50°29′53″N 27°32′12″E / 50.49806°N 27.53667°E
奧列佩（羅馬化：Orepy）是烏克蘭的村落，位於該國北部日托米爾州，由茲維亞赫爾區負責管轄，始建於1905年，面積3.05平方公里，海拔高度219米，2001年人口942，人口密度每平方公里308.75人。